# Szpital Garnizonowy w Równem
Szpital Garnizonowy w Równem – jednostka organizacyjna służby zdrowia Wojska Polskiego II Rzeczypospolitej.

## Kadra szpitala
Komendanci szpitala
- mjr / ppłk lek. dr Artur Szumski (od 1 VII 1932)
- ppłk lek. dr Ludwik Tomasz Zieliński (1939)

Obsada personalna w marcu 1939 roku
Pokojowa obsada personalna Szpitala Garnizonowego w Równem
- komendant szpitala – ppłk dr Ludwik Tomasz Zieliński
- starszy ordynator oddziału chirurgicznego – kpt. dr Eugeniusz Barański
- starszy ordynator oddziału wewnętrznego – kpt. dr Jan Gajek
- pomocnik komendanta ds. gospodarczych – kpt. Antoni Wacław Fortunat Frankowski
- oficer gospodarczy – kpt. int. Leonard Józef Bordziak †1940 Katyń[3]